# 西本町 (春日井市)
西本町（にしほんまち）は、愛知県春日井市の地名。

## 地理
春日井市西端部に位置する。東は味美西本町・花長町、西は名古屋市北区、南は味美白山町・中野町、北は上ノ町に接する。

## 歴史

### 人口の変遷
国勢調査による人口および世帯数の推移。
| 1995年（平成7年）  | 776世帯 2239人  |  |
| 2000年（平成12年） | 815世帯 2140人  |  |
| 2005年（平成17年） | 823世帯 2113人  |  |
| 2010年（平成22年） | 913世帯 2134人  |  |
| 2015年（平成27年） | 1017世帯 2259人 |  |
| 2020年（令和2年）  | 1080世帯 2302人 |  |

## 交通
- 愛知県道名古屋犬山線[2]
- 名鉄小牧線味美駅[2]

## 施設
- 味美ふれあいセンター[2]
  - 春日井市味美出張所
  - 図書室
  - ホール
- 春日井市立味美中学校[2]
- 春日井コロナワールド
- 国土交通省名古屋国道維持第二出張所

- 味美ふれあいセンター
- 国土交通省名古屋国道維持第二出張所
- 春日井コロナワールド

### WEB
1. ↑  “愛知県春日井市の町丁・字一覧”.   人口統計ラボ. 2021年8月15日閲覧。
2. 1 2  総務省統計局 (2022年2月10日). “令和2年国勢調査の調査結果(e-Stat) - 男女別人口，外国人人口及び世帯数－町丁・字等” (CSV). 2023年8月2日閲覧。
3. ↑  “愛知県春日井市の郵便番号一覧”.   日本郵便. 2023年10月20日閲覧。
4. ↑  “市外局番の一覧” (PDF).   総務省 (2022年3月1日). 2022年3月22日閲覧。
5. ↑  総務省統計局 (2014年3月28日). “平成7年国勢調査の調査結果(e-Stat) - 男女別人口及び世帯数 －町丁・字等” (CSV). 2021年7月20日閲覧。
6. ↑  総務省統計局 (2014年5月30日). “平成12年国勢調査の調査結果(e-Stat) - 男女別人口及び世帯数 －町丁・字等” (CSV). 2021年7月20日閲覧。
7. ↑  総務省統計局 (2014年6月27日). “平成17年国勢調査の調査結果(e-Stat) - 男女別人口及び世帯数 －町丁・字等” (CSV). 2021年7月21日閲覧。
8. ↑  総務省統計局 (2012年1月20日). “平成22年国勢調査の調査結果(e-Stat) - 男女別人口及び世帯数 －町丁・字等” (CSV). 2021年7月21日閲覧。
9. ↑  総務省統計局 (2017年1月27日). “平成27年国勢調査の調査結果(e-Stat) - 男女別人口及び世帯数 －町丁・字等” (CSV). 2021年7月21日閲覧。

### 書籍
1. 1 2  「角川日本地名大辞典」編纂委員会 1989, p. 1651.
2. 1 2 3 4  「角川日本地名大辞典」編纂委員会 1989, p. 1652.